# Ademar Ghisi
Ademar Paladini Ghisi[a] GOMA • ComMM (Braço do Norte, 24 de dezembro de 1930 — Lisboa, 2 de junho de 2008) foi um advogado e político brasileiro.

## Vida
Filho de Atílio Ghisi e de Hermínia Paladini Ghisi. Nasceu em Braço do Norte, quando o município ainda pertencia a Tubarão. Formado em direito pela Faculdade de Direito da Pontifícia Universidade Católica do Rio Grande do Sul, em 1954.

## Carreira
Foi deputado à Assembléia Legislativa de Santa Catarina na 4ª legislatura (1959 — 1963) e na 5ª legislatura (1963 — 1967), ambas pela UDN.
Foi deputado federal por Santa Catarina em cinco mandatos, na 43ª legislatura (1967 — 1971), na 44ª legislatura (1971 — 1975), na 45ª legislatura (1975 — 1979), na 46ª legislatura (1979 — 1983), e na 47ª legislatura (1983 — 1987), sendo os três primeiros pelo ARENA e os demais pelo PDS.
Foi um dos 65 deputados a votar contra a aprovação da Proposta de Emenda Constitucional (PEC) nº 5 de 2 de março de 1983, mais conhecida como Emenda Constitucional Dante de Oliveira , que propunha a restauração das eleições diretas para a presidência da República .
Foi ministro do Tribunal de Contas da União (TCU), de 1985 até aposentar-se em 2000. Foi vice-presidente do TCU, de 1988 a 1989, e presidente, de 1990 a 1991.
Em 1992, Ghisi foi admitido pelo presidente Fernando Collor à Ordem do Mérito Militar no grau de Comendador especial.
Foi sepultado em Brasília, onde residia, no cemitério Campo da Esperança, setor dos pioneiros.

## Publicações
- Adeus à Câmara. Brasília : Centro de Documentação e Informação da Câmara dos Deputados, 1984.